# Eupithecia multilineata
Eupithecia multilineata là một loài bướm đêm trong họ Geometridae.